# NGC 5553
NGC 5553 é uma galáxia espiral (Sa) localizada na direcção da constelação de Boötes. Possui uma declinação de +26° 17' 14" e uma ascensão recta de 14 horas, 18 minutos e 29,6 segundos.
A galáxia NGC 5553 foi descoberta em 6 de Maio de 1831 por John Herschel.